# Dojang

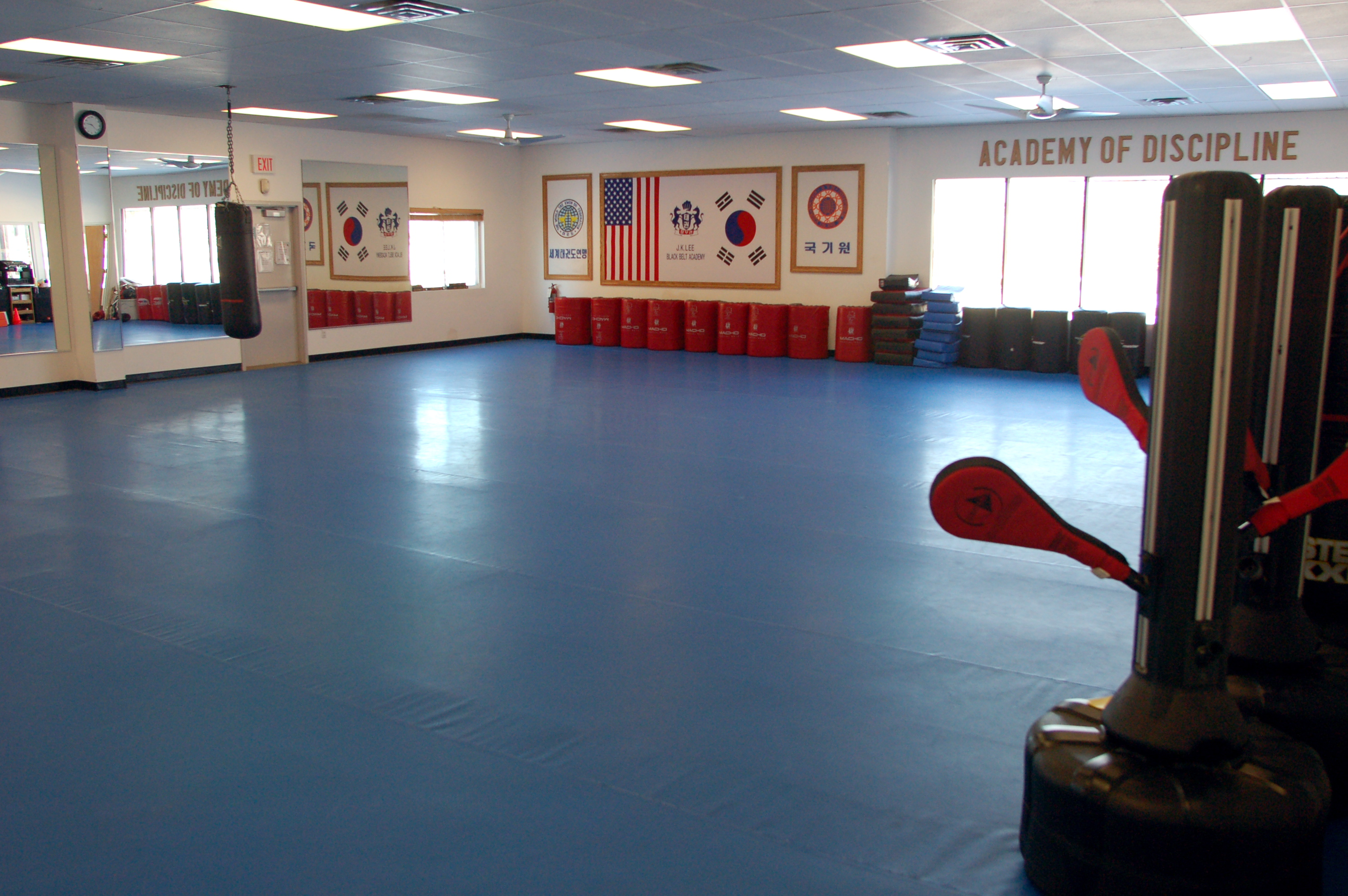
Exemple de dojang.

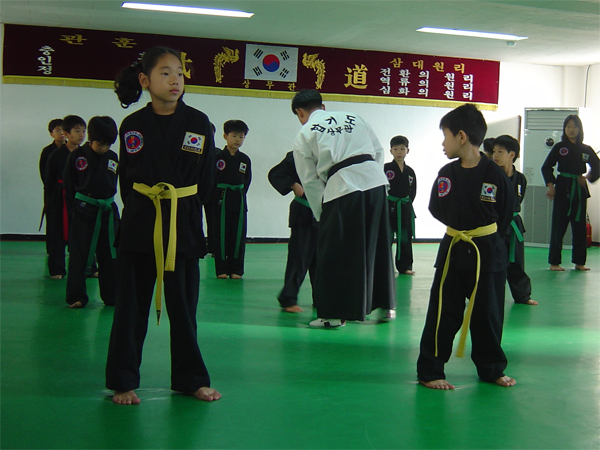
Enfants s'entrainant dans un dojang.

Dojang est un terme utilisé dans les arts martiaux coréens, comme le taekwondo, le Kuk Sool Won et le hapkido, qui désigne la salle d'entrainement officielle. Il est généralement utilisé comme le lieu de rencontre formelle pour les étudiants d'un art martial pour suivre la formation, les examens et autres rencontres.

## Signification
Do (道) signifie « la voie » ou « art » et Jang (場) signifie « un lieu ». Ce qui fait que dojang est l'endroit où l'on pratique la voie. Dans le cas des arts martiaux, c'est le lieu où l'on pratique le chemin de ce qu'est l'art martial, un peu comme le dojo en japonais. Des termes plus spécifiques comme hapkidojang ou taekwondojang peuvent être rencontrés pour les sous-catégories de dojang. Le mot dojang (道場) tient ses origines du bouddhisme coréen. Le dojang est l'endroit où la méditation et la pratique avait lieu dans le temple.

## Décoration
Les murs du dojang peuvent être décorés avec divers éléments allant du drapeau national et de la fédération aux photos, calligraphies et tableaux de noms des techniques pratiquées dans le dojang. En général, les dojangs coréens sont lourdement décorés.
Dans les dojangs où la pratique de l'art peut impliquer beaucoup de chute, il y a habituellement des tapis sur le sol. Autrefois, le sol pouvait également être couverts avec des sacs de riz, mais de nos jours, plusieurs types de tapis sont disponibles.
Au début du cours, les étudiants s'alignent selon leur grade - les étudiants les plus gradés devant et à droite et les étudiants les moins bien gradés à l'arrière et à gauche du point de vue des étudiants. Si plusieurs étudiants sont de même rang, l'âge ou l'ancienneté dans le grade déterminera leurs places.

## Utilisation
Le mot coréen gymnase est plus communément traduit par che yuk gwan (체육관), qui signifie « lieu de sports ». Dojang se réfère à la pièce où le sport est réellement pratiqué.
L'équivalent japonais pour le terme est dōjō (道場), qui signifie « place de la voie », tandis qu'en chinois, on parle de wu guan (武館), signifiant « maison militaire ».